# Fast Workers
Fast Workers is een Amerikaanse dramafilm uit 1933 onder regie van Tod Browning. Destijds werd de film in Nederland uitgebracht onder de titel Vriendendiensten.

## Verhaal
De vrienden Bucker Reilly en Gunner Smith hebben een afspraak. Telkens als Bucker een relatie heeft met een vrouw, doet ook Gunner een poging om haar te versieren. Zo kunnen ze nagaan of de gevoelens van de vrouw oprecht zijn. Er ontstaat een probleem, wanneer Bucker en Gunner beiden verliefd worden op dezelfde vrouw.

## Rolverdeling
| Acteur            | Personage     |
| ----------------- | ------------- |
| John Gilbert      | Gunner Smith  |
| Robert Armstrong  | Bucker Reilly |
| Mae Clarke        | Mary          |
| Muriel Kirkland   | Millie        |
| Vince Barnett     | Spike         |
| Virginia Cherrill | Virginia      |
| Muriel Evans      | Nurse         |
| Sterling Holloway | Pinky Magoo   |
| Guy Usher         | Scudder       |
| Warren Richmond   | Feets Wilson  |
| Bob Burns         | Alabam'       |